# Corrado Callegari
Corrado Callegari (Venezia, 6 settembre 1960) è un politico italiano.

## Biografia

### Elezione a deputato
Alle elezioni politiche del 2008 viene eletto deputato della XVI legislatura della Repubblica Italiana nella circoscrizione VIII Veneto per la Lega Nord.